# Абу Бакр ал-Багдади
Абу Бакр ал-Багдади (на арабски: أبو بكر البغدادي‎‎), роден Ибрахим Али ал-Бадри (на арабски: ابراهيم عواد إبراهيم علي البدري), също Абу Дуа (на арабски: أبو دعاء), е главатар на групировката „Ислямска държава в Ирак и Леванта“ (ИДИЛ). Групировката е обозначена като терористична организация от ООН, ЕС и много държави. През 2014 г. е избран за халиф на ИДИЛ.
На 4 октомври 2011 г. Държавният департамент на САЩ обявява награда от 10 милиона долара за информация, която ще подпомогне залавянето на Абу Дуа. На 16 декември 2016 г. наградата е увеличена на 25 милиона долара. Абу Бакр ал-Багдади е в официалния списък на САЩ с особено опасни терористи.
След смъртта на Осама бин Ладен през май 2011 г. Абу Дуа обещава да отмъсти на САЩ.
На 11 юни 2017 г. е съобщено, че лидерът на ИДИЛ Абу Бакр ал-Багдади е убит при обсадата на Ракка, вследствие на масирана въздушна атака. В края на 2017 г. се появява информация в медиите, че е заловен заедно със седем командири на ИДИЛ от Антиджихадистката коалиция, водена от САЩ, в Ирак и откаран в база в Североизточна Сирия, но от Коалицията отричат това да е вярно.